# 有本倶子
有本 倶子（ありもと ともこ、1944年〈昭和19年〉 - ）は、日本の伝記作家、評論家、歌人。

## 来歴
兵庫県養父郡関宮町（現養父市関宮）生まれ。同志社大学文学部卒。ケースワーカー、教師として勤めたのち、著作活動に入る。
歌人として木俣修に師事する。評伝『つひに北を指す針――前田純孝の世界』で注目される。
2000年「山田風太郎の会」を結成し副会長、2003年山田風太郎記念館を建設。同館の運営、風太郎顕彰活動に携わっている。有本は山田風太郎の義妹の同級生である。

## 著書

### 単著
- 『雪ものがたり 歌集』 （不識書院、形成叢書、1987年）
- 『落葉の賦 前田純孝の生涯』（砂子屋書房、1988年）
- 『『蟹の眼』島崎英彦の生涯』（不識書院、1990年）
- 『但馬の鮎太郎　かんちゃんと動物たち』（冬青社、1990年）
- 『但馬のかんちゃん』（絵：有本正彦、冬青社、1991年）
- 『つひに北を指す針 前田純孝の世界』（河出書房新社、1994年）
- 『いじめられっ子ばんざい』（河出書房新社、1996年）
- 『評伝大西民子』（短歌新聞社、2000年）
- 『もう一人の山田風太郎』（砂子屋書房、2000年、のち出版芸術社）
- 『前田純孝と葛原茲』（短歌新聞社、2002年）

### 編纂
- 『山田風太郎疾風迅雷書簡集』（編、神戸新聞総合出版センター、2004年）
- 『葛原しげる青春日記 前田純孝との友情』（編、神戸新聞総合出版センター、2009年）
- 『山田風太郎新発見作品集』（編、出版芸術社、2013年）
- 『風の便り 山田風太郎書簡集』（編、講談社、2022年）

### 監修
- 『人間風眼帖　昭和21年-昭和49年』山田風太郎／著　山田風太郎記念館／編集　有本倶子／監修　神戸新聞総合出版センター　2010年